# Eucinetomorphus trabuti
Eucinetomorphus trabuti es una especie de coleóptero de la familia Tetratomidae.

## Distribución geográfica
Habita en Argelia.